# Il popolo migratore
Il popolo migratore  (Le peuple migrateur) è un documentario naturalistico del 2001 realizzato da Jacques Perrin in 4 anni di lavoro.

## Trama
Gli uccelli migratori tra cui rondini, cicogne, gru, sterne, varie specie di oche ed anatre selvatiche, vengono seguiti durante i loro viaggi.

## Riconoscimenti
- Premi César 2002
  - Miglior montaggio
  - Candidatura Miglior opera prima

## Distribuzione
Uscito in Italia al cinema il 15 novembre 2002.
Bruno Coulais ha composto la colonna sonora del film.